# Cherbezatina micropunctata
Cherbezatina micropunctata är en skalbaggsart som beskrevs av Marc Lacroix 1993. Cherbezatina micropunctata ingår i släktet Cherbezatina och familjen Melolonthidae. Inga underarter finns listade i Catalogue of Life.